# Pauline Croze
Pour son premier album, voir Pauline Croze (album).
Pour les articles homonymes, voir Croze (homonymie).
Pauline Croze, née le 4 mai 1979 à Noisy-le-Sec en Seine-Saint-Denis, est une chanteuse et musicienne française.

## Style
Ses chansons se rapprochent du style pop/folk, avec une forte composante de groove.

## Biographie
Fille d'une psychanalyste et d'un professeur de physique, elle fait ses débuts au chant et à la guitare à l'âge de 14 ans. Six ans plus tard, elle réalise ses premières maquettes avec Quito du groupe Señor Holmes qui la découvre et lui donne tous les moyens de se consacrer exclusivement à la chanson. Il lui permet d' écrire en français mais, sur la quinzaine qu'elle a écrite avec lui seulement deux chansons sont sur son premier album. Il lui fait faire ses premiers pas sur scène. En 2003, Quito lui présente Anne Claverie d'Absolute Management qui lui présente Édith Fambuena, ancienne membre du groupe Les Valentins, ce qui lui permet d'être révélée cette même année aux Transmusicales de Rennes. Elle est sélectionnée par Les Inrockuptibles pour figurer sur la compilation CQFD 2004.
En avril 2004, elle gagne le prix SACEM du tremplin du festival Chorus des Hauts-de-Seine. Elle fait ses premières grandes scènes en assurant les premières parties de Miossec, M, Bernard Lavilliers, Cali, Tryo ou encore Lhasa.
Son premier album, enregistré en 2004 réalisé par Édith Fambuena, intègre des compositions de Doriand et de Mickaël Furnon du groupe Mickey 3D. Il sort en février 2005. Cette même année, elle est nommée au Prix Constantin.
En 2006, le succès de son album lui permet d'effectuer une tournée d'un an et demi et de se produire à la Cigale et à L'Olympia. Son album est disque d'or avec plus de 150 000 exemplaires vendus. Elle est nommée aux Victoires de la musique et reçoit le prix Adami - Bruno Coquatrix 2006.
Novembre 2007 voit la publication en France et au Japon de son deuxième album, Un bruit qui court, suivi d'une tournée francophone ainsi que de quelques concerts à Tokyo. Cet album est réalisé par Jean Lamoot et comporte un titre écrit et composé par Arthur H. Les arrangements se distinguent par l'introduction d'instruments ethniques indonésiens qui donnent une couleur singulière, avec notamment le Gamelan utilisé sur la chanson Valparaiso en référence au voyage qu'elle a fait au Chili lors de sa première tournée.
En 2009, elle effectue une tournée en Afrique de l'Ouest au Bénin, Togo, Ghana, Gabon et Cameroun. Elle écrit et compose le titre Dans les films interprété par Julie Depardieu pour le film Le Bal des actrices de Maïwenn.
En 2011, elle est nommée chevalier des Arts et des Lettres.
En 2012, Pauline Croze sort Le Prix de l'Éden, son troisième album de nouveau réalisé par Édith Fambuena. Il comporte un titre de Vincent Delerm, Dans la ville.
En 2016, avec l'album Bossa Nova réalisé par Richard Minier, elle reprend des standards de la musique brésilienne, en version française essentiellement. Cela l'emmène à Rio de Janeiro où elle fait la rencontre du chanteur guitariste Vinicius Cantuaria et du pianiste Marcos Ariel. À l'occasion d'une date parisienne, elle a le privilège de partager la scène avec Pierre Barouh, un des principaux importateurs de la bossa nova en France.
En 2017, elle crée son label, Vilmamusica, afin de prendre en main la création de son nouvel album.
Le 16 février 2018, sort l'album Ne rien faire, réalisé par Charles Souchon alias Ours, Romain Preuss de Scotch and Sofa et Marlon B. du studio Magnética; il est distribué par Musicast/Believe. L'album reçoit un très bon accueil de la presse spécialisée et lui permet de jouer dans toute la France, notamment à la Cigale, à Paris.
Son sixième album, Après les heures grises, paraît au mois d'octobre 2021. Il est plus orienté vers les musiques urbaines au travers de collaborations avec Nk.F (Nikola Feve) et Pierrick Devin.
Pauline Croze réside régulièrement à Lavardin, dans le Loir-et-Cher.

## Discographie
- 2005 : Pauline Croze
- 2007 : Un bruit qui court
- 2012 : Le Prix de l'Eden
- 2016 : Bossa Nova
- 2017 : Ne rien faire
- 2021 : Après les heures grises

### Singles
- 2005 : Mise à nu
- 2005 : T'es beau
- 2005 : Larmes
- 2006 : Jeunesse affamée
- 2007 : Jour de foule
- 2008 : Baiser d'adieu
- 2017 : Ne rien faire

### Participations
- 2006 : Sous le soleil de Miami avec Arthur H sur le DVD Show Time
- 2006 : Stances à un cambrioleur, reprise de Georges Brassens sur la compilation Putain de toi.
- 2009 : compose le titre Dans les films pour le film Le Bal des actrices de Maïwenn, qu'elle enregistre avec Julie Depardieu.
- 2011 : C'est Léger en duo avec Ben Mazué sur l'album Confessions d'un rap addict.
- 2015 : Le monsieur qui dort dehors avec Aldebert sur l'album Enfantillages de Noël.
- 2017 : Pour que tu existes en duo avec Andréel sur l'album Que du feu.